# Alyssum callichroum
Alyssum callichroum är en korsblommig växtart som beskrevs av Pierre Edmond Boissier och Benedict Balansa. Alyssum callichroum ingår i släktet stenörter, och familjen korsblommiga växter. Inga underarter finns listade i Catalogue of Life.